# 7 Wonders: Architects
7 Wonders: Architects ist ein Karten- und Legespiel des französischen Spieleautors Antoine Bauza, das 2021 bei dem Verlag Repos Production sowie in der Folge international erschien. Es baut auf dem Kartenspiel 7 Wonders auf, ist jedoch weniger komplex und als Familienspiel für Spieler ab acht Jahren konzipiert. Thematisch geht es bei diesem Spiel darum, ein Weltwunder zu bauen und dabei durch das Sammeln von Karten und durch militärische Aktionen möglichst viele Siegpunkte zu erlangen.

## Hintergrund und Spielmaterial
Wie bei dem Vorgänger 7 Wonders versuchen die Spieler in 7 Wonders: Architects möglichst viele Punkte durch den Bau eines Weltwunders zu erspielen. Die Spieler nutzen dafür Karten aus mehreren Auslagen und können über diesen und durch militärische Aktionen zusätzliche Punkte bekommen. Das Spielmaterial besteht neben der Spielanleitung aus sieben Bausätzen mit jeweils einem aus fünf einzelnen Bauabschnitten bestehendem Weltwunder und einem Kartensatz. Hinzu kommt ein weiterer gemeinsamer Satz Karten, sechs Kampfmarker, 15 Fortschrittsmarker, 28 Militär-Siegmarker und eine aufstellbare Katzenfigur.

## Spielweise
Zu Beginn des Spiels wählt jeder Spieler einen Bausatz für ein Weltwunder aus. Er legt die Bauabschnitte verdeckt zu dem zu bauenden Weltwunder zusammen vor sich ab, danach mischt jeder Spieler sein Kartenpaket und legt es offen zwischen sich und seinem rechten Nachbarn aus; auf diese Weise befindet sich jeweils rechts und links von jedem Spieler ein offener Kartensatz. Der allgemeine Kartensatz wird ebenfalls gemischt und verdeckt in die Tischmitte gelegt. Auch die Fortschrittsmarker werden gemischt und drei von diesen werden offen ausgelegt. Von den Kampfmarkern wird ein Marker weniger benötigt als Spieler dabei sind, diese werden mit der Friedenstaube nach oben ausgelegt. Die Militär-Siegmarker und die Katzenfigur kommen ebenfalls in die Tischmitte.
Das Spiel wird reihum beginnend mit einem Startspieler gespielt. Der jeweils aktive Spieler nimmt sich entweder eine der beiden Karten von den offen Stapeln neben ihm oder eine vom verdeckten Stapel in der Tischmitte. Die gewählte Karte wird dann direkt ausgespielt, indem der Spieler sie vor sich ablegt. Dabei gibt es vier verschiedene Kartenfarben:
- Graue Karten sind Ressourcenkarten. Auf ihnen sind die für den Bau der Weltwunder notwendigen Rohstoffe Holz, Stein, Ziegel, Papier und Glas dargestellt.
- Auf gelben Karten sind Münzen abgebildet, die als beliebige Rohstoffe eingesetzt werden können.
- Blaue Karten bringen direkt Siegpunkte. Es gibt Karten mit 3 Siegpunkten sowie mit 2 Siegpunkten und einem Katzensymbol. Spiel ein Spieler eine Karte mit Katzensymbol, bekommt er die Katzenfigur und solang er diese Figur hat, darf er sich bei der Wahl der Karte die verdeckte Karte vom zentralen Stapel ansehen, bevor er sie nimmt. Der Spieler, der die Katzenfigur am Ende des Spiels hat, bekommt zwei zusätzliche Siegpunkte.
- Auf den grünen Karten sind drei verschiedene Wissenschaftssymbole abgebildet. Für je zwei gleiche oder drei verschiedene Wissenschaftssymbole bekommt ein Spieler einen Fortschrittsmarker. Diese Marker geben dem Spieler jeweils einen zusätzlichen Bonus.
- Rote Karten sind Militärkarten und stärken das Militär eines Spielers. Auf jeder Karte ist ein Schild abgebildet, zusätzlich können ein oder zwei Kriegshörner vorhanden sein. Für jedes Horn, das ein Spieler auslegt, wird ein Kampfmarker umgedreht und wenn alle Marker auf der roten Seite liegen, kommt es zum Konflikt (siehe unten)

Im Falle eines Konflikts vergleichen die Spieler jeweils ihre Verteidigungsmarker mit ihren beiden Nachbarn und erhalten jeweils einen Militär-Siegmarker mit jeweils drei Siegpunkten. Danach geben alle Spieler ihre roten Karten ab, auf denen Kriegshörner abgebildet sind, und behalten nur die ohne diese Hörner.
Um einen Bauschritt an ihrem Weltwunder zu bauen, müssen die Spieler jeweils die Ressourcen einsetzen, die auf der Rückseite gefordert sind. Dabei werden jeweils gleiche oder verschiedene Rohstoffe gefordert, wobei Goldmünzen als Joker eingesetzt werden können. Immer, wenn ein Bauschritt vollendet ist, wird das entsprechende Teil umgedreht und bei einigen Bauschritten bekommen die Spieler wunderspezifische Boni.
Das Spiel endet nach dem Zug, in dem das erste Weltwunder von einem der Spieler fertiggestellt wurde. Danach addieren die Spieler ihre Siegpunkte von den vollendeten Bauabschnitten, den blauen Karten, den Militärmarkern und den Fortschrittmarkern. Gewinner ist der Spieler mit den meisten Punkten.

## Ausgaben und Rezeption
7 Wonders: Architects wurde von dem französischen Spieleautor Antoine Bauza auf der Basis seines Spiels 7 Wonders entwickelt und erschien 2021 bei dem Spieleverlag Repos Production in mehreren Sprachversionen auf Französisch, Englisch, Deutsch, Italienisch, Spanisch und Niederländisch sowie in Zusammenarbeit mit anderen Verlagen auch auf Polnisch, Japanisch, Koreanisch, Ungarisch, Tschechisch, Griechisch und Portugiesisch.
Das Spiel gewann 2022 den französischen Spielepreis As d’Or – Jeu de l’Année und wurde auf die Empfehlungsliste zum Spiel des Jahres aufgenommen. Beim À-la-carte-Kartenspielpreis 2022 wurde es auf den dritten Platz gewählt.

## Belege
1. 1 2 3 4 5 6 7  Offizielle Spielregeln für 7 Wonders: Architects, Repos Production 2021.
2. ↑  Versionen von 7 Wonders: Architects in der Spieledatenbank BoardGameGeek (englisch); abgerufen am 21. Januar 2023
3. ↑  7 Wonders: Architects auf der Website des Spiel des Jahres e.V.; abgerufen am 21. Januar 2023